# Geodena aurea
Geodena aurea là một loài bướm đêm trong họ Geometridae.